# ATP World Tour Finals 2016 – mužská čtyřhra
Mužská čtyřhra ATP World Tour Finals 2016 probíhala v polovině listopadu 2016. Do deblové soutěže londýnského Turnaje mistrů nastoupilo osm nejlepších párů v klasifikaci žebříčku ATP Race. Obhájcem titulu byla nizozemsko-rumunská dvojice Jean-Julien Rojer a Horia Tecău, která se na turnaj nedokázala kvalifikovat.
Vítězem se stala pátá nasazená dvojice složená z finského tenisty Henriho Kontinena a Australana Johna Peerse, kteří ve finále zdolali jihoafricko-americké turnajové sedmičky Ravena Klaasena a Rajeeva Rama výsledkem 2–6 a 6–4, až v rozhodujícím supertiebreaku poměrem míčů [10–8]. Vyhráli tak i čtvrtý vzájemný duel s touto dvojicí, přičemž poprvé s nimi ztratili set. Na turnaji neprohráli jediný zápas a svou neporazitelnost si ve své první společné sezóně prodloužili na 10 utkání.
Oba vítězní hráči zhodnotili skončenou sezónu, přičemž Peers uvedl: „Když začnu přemýšlet nad tím, čeho jsme dosáhli v posledním měsíci, tak to jsou pro nás oba velké věci. Je dobrý pocit vědět, že všechna ta dřina, kterou jsme dokola a dokola vynakládali, když jsme se cítili dobře, ale i špatně, se vyplatila a my tak můžeme bojovat o tyto nejcennější trofeje.“ Jeho spoluhráč Kontinen dodal: „Na začátku sezóny jsem věděl, že můžeme porazit každý pár na světě. Chcete-li to dokázat, musíte držet pospolu, což bylo naše velké plus. Nemyslím si, že by byl jeden z nás překvapen tím, že jsme se o tyto tituly rvali.“
Pro oba se jednalo o první triumf na závěrečné události roku a o šestou společnou trofej na okruhu ATP. Pro Kontinena to byl třináctý deblový titul na okruhu ATP Tour. Peers si připsal jedenáctou trofej ze čtyřhry.

## Nasazení párů
1. Pierre-Hugues Herbert /  Nicolas Mahut (základní skupina, 0 bodů, 88 000 USD/pár)
2. Jamie Murray /  Bruno Soares (semifinále, 600 bodů, 190 000 USD/pár)
3. Bob Bryan /  Mike Bryan (semifinále, 400 bodů, 156 000 USD/pár)
4. Feliciano López /  Marc López (základní skupina, 200 bodů, 122 000 USD/pár)
5. Henri Kontinen /  John Peers (vítězové, 1500 bodů, 455 000 USD/pár)
6. Ivan Dodig /  Marcelo Melo (základní skupina, 200 bodů, 122 000 USD/pár)
7. Raven Klaasen /  Rajeev Ram (finále, 800 bodů, 245 000 USD/pár)
8. Treat Huey /  Max Mirnyj (základní skupina, 0 bodů, 88 000 USD/pár)

## Náhradníci
1. Juan Sebastián Cabal /  Robert Farah (nenastoupili, 0 bodů, 32 000 USD/pár)

## Soutěž
| Legenda                                                       |                                                                        |                                                   |
| - Q – kvalifikant - WC – divoká karta - LL – šťastný poražený | - Alt – náhradník - SE – zvláštní výjimka - PR/SR – žebříčková ochrana | - w/o – bez boje - r – skreč - d – diskvalifikace |

### Finálová fáze
|  | Semifinále | Semifinále                | Semifinále               | Semifinále | Semifinále |     |                           | Finále | Finále | Finále | Finále | Finále |
|  |            |                           |                          |            |            |     |                           |        |        |        |        |        |
|  | 5          | Henri Kontinen John Peers | 7                        | 6          |            |     |                           |        |        |        |        |        |
|  | 3          | Bob Bryan Mike Bryan      | 62                       | 4          |            |     |                           |        |        |        |        |        |
|  | 3          | Bob Bryan Mike Bryan      | 62                       | 4          |            | 5   | Henri Kontinen John Peers | 2      | 6      | [10]   |        |        |
|  |            |                           |                          |            |            | 5   | Henri Kontinen John Peers | 2      | 6      | [10]   |        |        |
|  |            | 7                         | Raven Klaasen Rajeev Ram | 6          | 1          | [8] |                           |        |        |        |        |        |
|  | 2          | 7                         | Raven Klaasen Rajeev Ram | 6          | 1          | [8] | Jamie Murray Bruno Soares | 1      | 4      |        |        |        |
|  | 2          |                           |                          |            |            |     | Jamie Murray Bruno Soares | 1      | 4      |        |        |        |
|  | 7          | Raven Klaasen Rajeev Ram  | 6                        | 6          |            |     |                           |        |        |        |        |        |

### Skupina Fleminga a McEnroea
|    |                                     | Herbert Mahut         | López            | Kontinen Peers        | Klaasen Ram    | Zápasy       | Sety       | Hry          | Pořadí |
| 1. | Pierre-Hugues Herbert Nicolas Mahut |                       | 5–7, 7–5, [8–10] | 7–6(7–5), 4–6, [4–10] | 5–7, 4–6       | 0–3 (0 %)    | 2–6 (25 %) | 32–39 (45 %) | 4.     |
| 4. | Feliciano López Marc López          | 7–5, 5–7, [10–8]      |                  | 3–6, 6–7(7–9)         | 3–6, 6–7(8–10) | 1–2 (33,3 %) | 2–5 (29 %) | 31–38 (45 %) | 3.     |
| 5. | Henri Kontinen John Peers           | 6–7(5–7), 6–4, [10–4] | 6–3, 7–6(9–7)    |                       | 6–3, 6–4       | 3–0 (100 %)  | 6–1 (86 %) | 38–27 (58 %) | 1.     |
| 7. | Raven Klaasen Rajeev Ram            | 7–5, 6–4              | 6–3, 7–6(10–8)   | 3–6, 4–6              |                | 2–1 (66,7 %) | 4–2 (67 %) | 33–30 (52 %) | 2.     |

### Skupina Edberga a Jarryda
|    |                           | Murray Soares    | Bryan         | Dodig Melo       | Huey Mirnyj | Zápasy       | Sety       | Hry          | Pořadí |
| 2. | Jamie Murray Bruno Soares |                  | 6–3, 6–4      | 6–3, 3–6, [10–6] | 6–4, 7–5    | 3–0 (100 %)  | 6–1 (86 %) | 35–25 (58 %) | 1      |
| 3. | Bob Bryan Mike Bryan      | 3–6, 4–6         |               | 7–6(7–3), 6–0    | 6–4, 6–4    | 2–1 (66,7 %) | 4–2 (67 %) | 32–26 (55 %) | 2.     |
| 6. | Ivan Dodig Marcelo Melo   | 3–6, 6–3, [6–10] | 6–7(3–7), 0–6 |                  | 7–5, 6–4    | 1–2 (33,3 %) | 3–4 (43%)  | 28–32 (47%)  | 3.     |
| 8. | Treat Huey Max Mirnyj     | 4–6, 5–7         | 4–6, 4–6      | 5–7, 4–6         |             | 0–3 (0 %)    | 0–6 (0 %)  | 26–38 (41 %) | 4.     |